# Aborcja w Rumunii
Aborcja w Rumunii – zakaz aborcji został wprowadzony w 1948 po wprowadzeniu systemu komunistycznego. Jego zniesienie w 1957 doprowadziło do wzrostu liczby dokonywanych zabiegów przerywania ciąży sięgającego 80% w skali roku, co było związane z brakiem dostępu do środków antykoncepcyjnych.
W 1966 roku nowa ekipa rządząca, kierowana przez Nicolae Ceaușescu ograniczyła dopuszczalność aborcji do następujących okoliczności:
1. ciąża stanowi zagrożenie dla życia matki, którego nie można odsunąć innymi środkami
2. płód pochodzi z rodziny obciążonej genetycznie
3. kobieta ciężarna jest upośledzona fizycznie lub psychicznie i ciąża powstała w wyniku przestępstwa
4. kobieta ciężarna ma więcej niż 45 lat (w 1972 obniżono do 40 lat i ponownie zwiększono w 1984 roku do 42 lat)
5. kobieta ciężarna urodziła czwórkę lub więcej dzieci pozostających pod jej opieką[2].

Ustawodawstwo to – wbrew częstym opiniom – nie było restrykcyjne, o czym świadczy fakt że liczba legalnych aborcji w stosunku do liczby urodzeń żywych była większa niż np. w Polsce czy tych krajach Europy Zachodniej, które zdecydowały się zalegalizować przerywanie ciąży.
Niemniej po 1973 roku (legalizacja aborcji w NRD) było to najbardziej restrykcyjne ustawodawstwo w bloku sowieckim. W 1989 roku – zaraz po obaleniu Ceaușescu – nowe władze Rumunii zniosły restrykcje w dostępie do aborcji, wprowadzając aborcje na żądanie kobiety ciężarnej w pierwszych czternastu tygodniach ciąży oraz z racji medycznych przez cały okres ciąży. Od 1991 roku liczba legalnych aborcji systematycznie spada, co wiąże się ze wzrostem dostępności nowoczesnych środków antykoncepcyjnych.